# Euxoa schawerdae
Euxoa schawerdae là một loài bướm đêm trong họ Noctuidae.